# Urbano Santos
Urbano Santos da Costa Araújo més conegut com a Urbano Santos (Guimarães (Maranhão), 3 de febrer de 1859 — al camí entre el Maranhão i Rio de Janeiro, 7 de maig de 1922) va ser un jurista, fiscal i polític brasiler.